# DR 137 322 bis 325
Die DR 137 322 bis 325 waren Dieseltriebwagen der Deutschen Reichsbahn für die Schmalspurbahnen in Sachsen. Die vier gelieferten Fahrzeuge kamen ab 1938 auf den in der Oberlausitz gelegenen Strecken Zittau–Kurort Oybin, Bertsdorf–Kurort Jonsdorf, Zittau–Hermsdorf und Friedland–Hermsdorf zum Einsatz.

## Geschichte
Busch in Bautzen baute 1938 vier Prototypen schmalspuriger Dieseltriebwagen für die sächsischen Schmalspurbahnen. Die modernen Fahrzeuge waren für eine Höchstgeschwindigkeit von 60 km/h ausgelegt. Schon kurz nach der Abnahme wurde die Höchstgeschwindigkeit auf 45 km/h begrenzt, da die Triebwagen bei höheren Geschwindigkeiten zu stark schlingerten.
Die Wagen besaßen eine Vielfachsteuerung für das Fahren in Mehrfachtraktion.

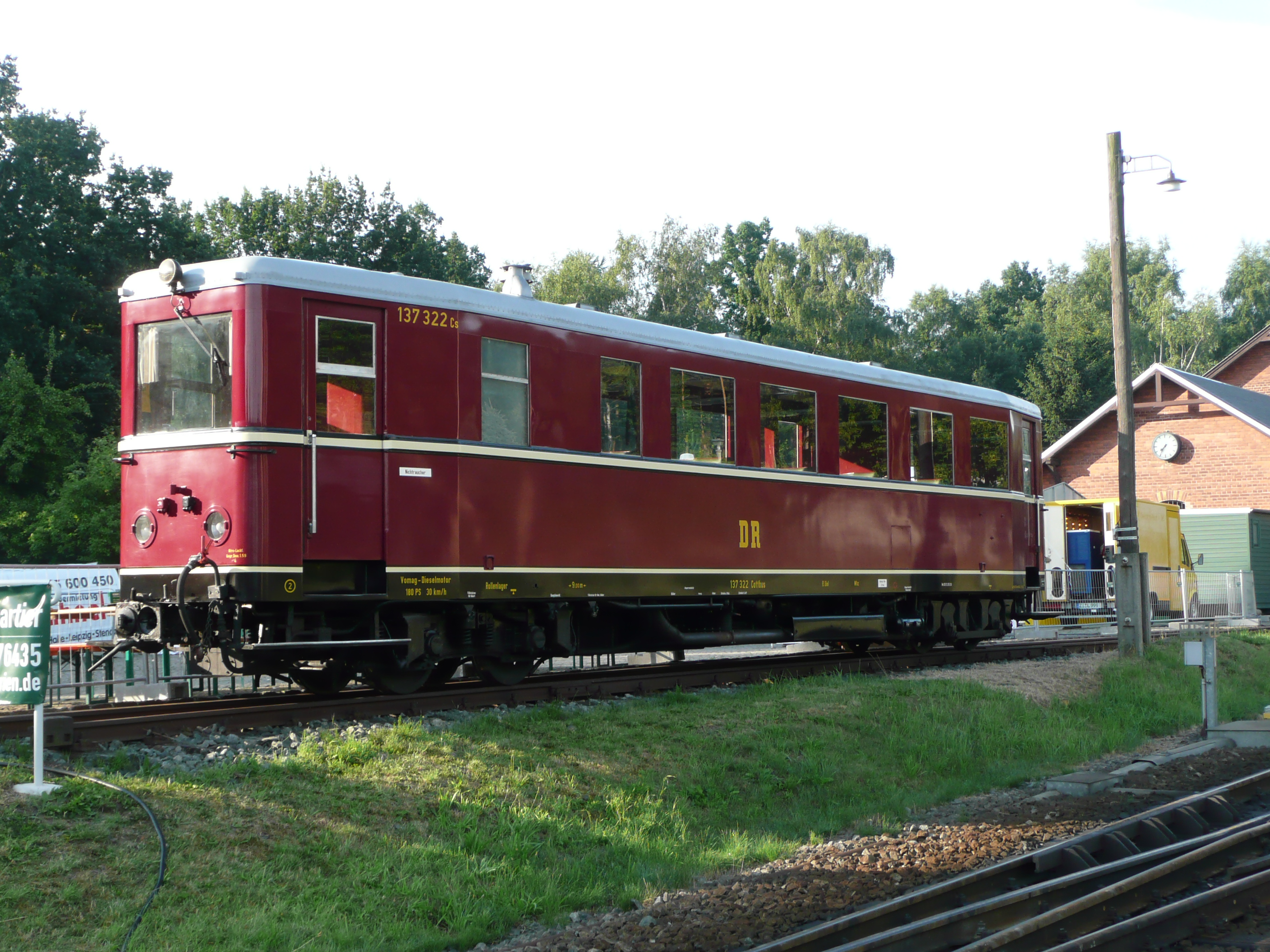
Anfangs trugen die Fahrzeuge einen vollständig weinroten Anstrich. Anlässlich einer Sonderveranstaltung wurde 137 322 im Jahr 2015 in den Zustand um 1950 zurückversetzt.

Die Triebwagen kamen fortan auf den von Zittau ausgehenden Schmalspurbahnen zum Einsatz. Sie bewährten sich, nur der Ausbruch des Zweiten Weltkrieges am 1. September 1939 verhinderte die Beschaffung weiterer Fahrzeuge, da der Kraftstoff für die Wehrmacht benötigt wurde und die Triebwagen abgestellt werden mussten. Ungeklärt ist bis heute, ob für die Triebwagen auch entsprechende Beiwagen beschafft wurden, wie es von Augenzeugen behauptet wird.
Nach 1945 verblieb in Zittau als einziger Triebwagen 137 322, da er 1943 bei einer Verladeaktion entgleiste und beschädigt wurde. Nach dem Krieg kam der Triebwagen wieder zum Einsatz. Da der Wagen nun nur noch alleine genutzt werden konnte, baute man drei Personenwagen zu Beiwagen um. Bergauf konnte der Triebwagen allerdings nur einen Beiwagen mitführen.

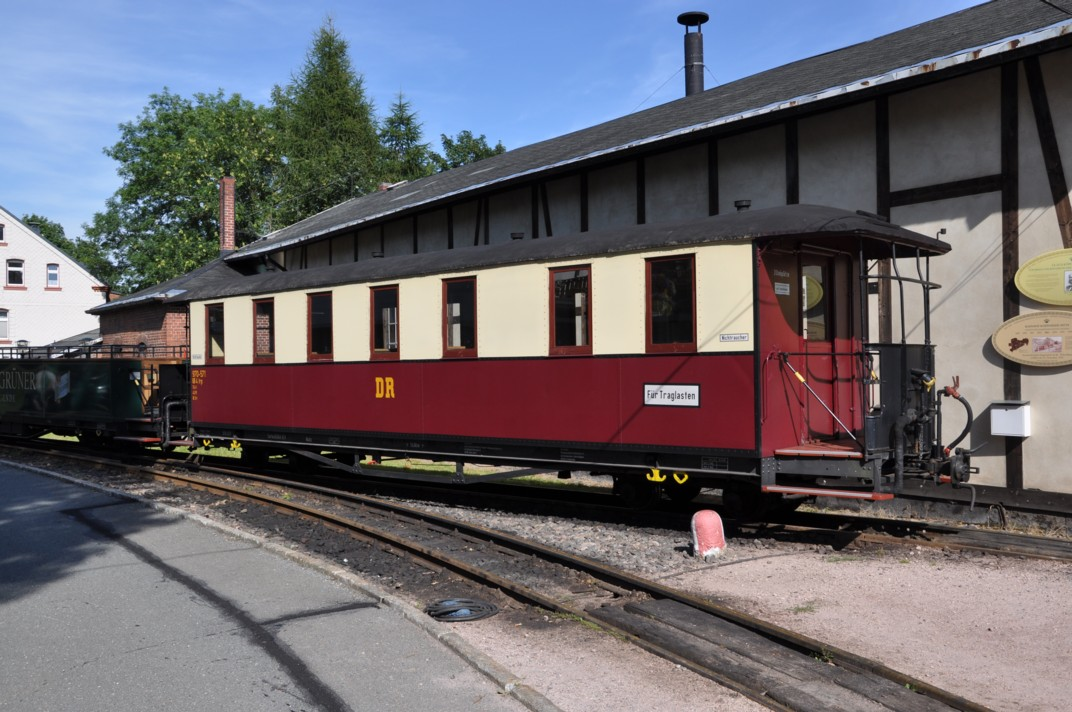
Ehemaliger Beiwagen zum 137 322, hier bei der Museumsbahn Schönheide (2012)

1964 wurde das Fahrzeug nach einem Motorschaden im Lokschuppen Bertsdorf abgestellt, aber nicht ausgemustert. 1980 kam das bis dahin z-gestellte Fahrzeug in den Bestand des Verkehrsmuseums Dresden.
1995 unterzeichneten das Verkehrsmuseum Dresden und der Interessenverband Zittauer Schmalspurbahnen einen langfristigen Pflegevertrag und Nutzungsvertrag. Der zu diesem Zeitpunkt teilzerlegte Triebwagen wurde durch den Interessenverband wieder in einen rollfähigen und besichtigungswürdigen Zustand versetzt. Zur weiteren Aufarbeitung wurde der Vertrag an die Sächsisch-Oberlausitzer Eisenbahngesellschaft (SOEG) weitergegeben.

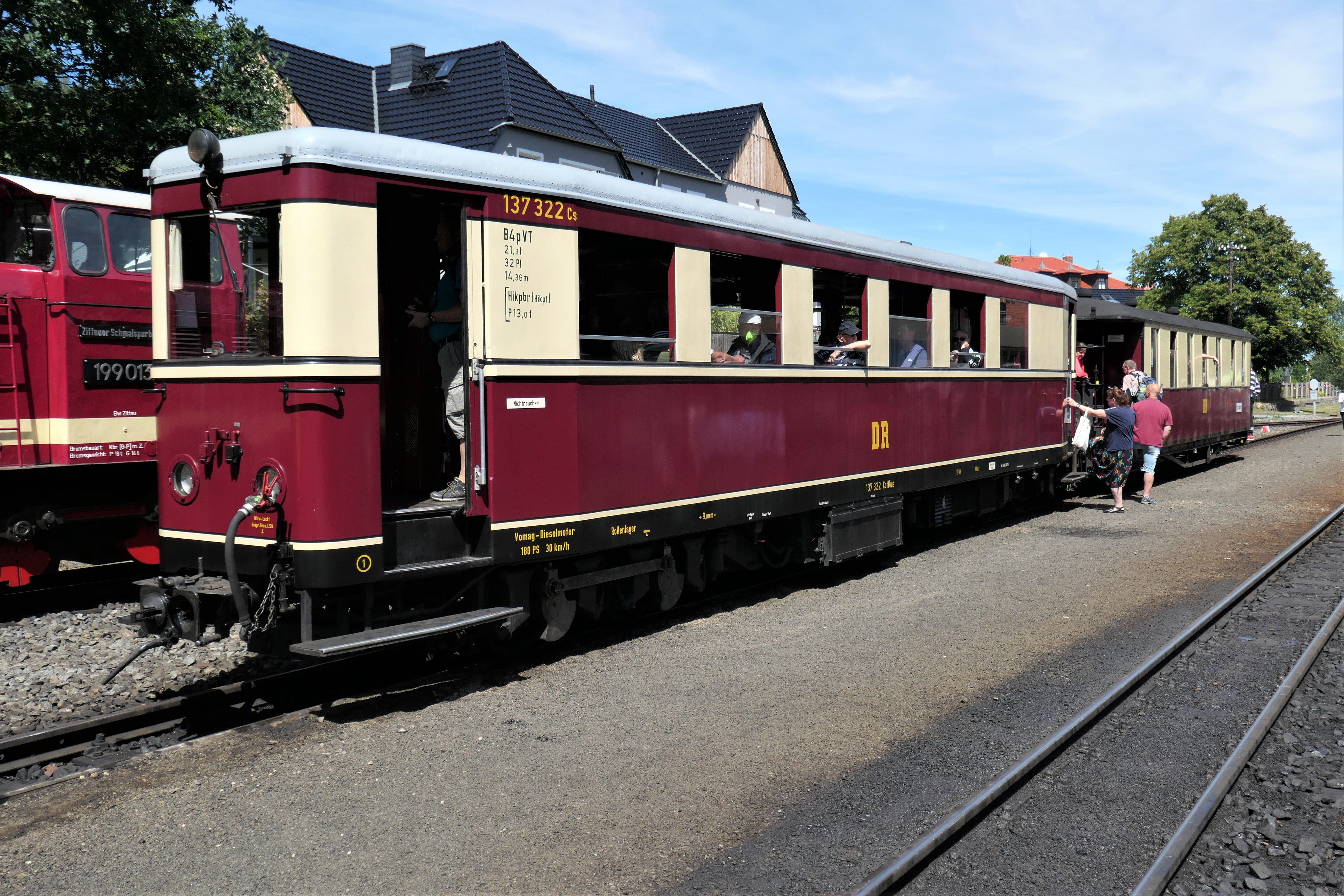
VT 137 322 Zustand 2022 im Bahnhof Bertsdorf anlässlich der Historik Mobil.

In den Jahren 2006 und 2007 erfolgte durch Spenden eine Aufarbeitung des Triebwagens. Probleme bereitete dabei die völlig verschlissene Antriebsanlage; so mussten zum Beispiel für den noch originalen Vomag-Dieselmotor die Zylinderköpfe komplett neugefertigt werden. Da die Arbeiten zur Aufarbeitung des Motors und des Getriebes den finanziellen Rahmen der SOEG sprengte, musste eine Austauschvariante mit dem Motor MAN D 2866 UH und einem Differentialwandlergetriebe verwendet werden, um das Fahrzeug wieder betriebsfähig herzurichten.
Am 11. August 2007 kam das Fahrzeug erstmals seit über 40 Jahren wieder planmäßig im Reisezugverkehr zum Einsatz. Seitdem verkehrt der Triebwagen regelmäßig an den Wochenenden. Im Fahrplan 2015/2016 wird er von Mai bis Oktober zweimal monatlich an Sonntagen eingesetzt. Das Fahrzeug 137 322 erhielt zur Historik Mobil 2015 eine zusätzliche rote Folienbeklebung in Anlehnung an die ursprüngliche, rote Lackierung der Triebwagen zum Auslieferungszeitpunkt. Die Beklebung wurde zwischenzeitlich wieder entfernt.
Die Triebwagen 137 323 bis 325 gelangten 1943 zu den Kujawskie Koleje Dojazdowe nach Krośniewice. 1947 kamen sie in den Bestand der Polnischen Staatsbahnen (PKP) und erhielten dort die Nummern Cx 1502 bis 1504. Ab 1952 wurden sie aufgearbeitet und erhielten 1953 die Nummern Mx 114 bis 116. Mx 114 und 115 kamen zur Bogatyńska Kolej Dojazdowa, die aus dem von den PKP übernommenen Teil der Schmalspurbahn Zittau–Hermsdorf und der einstigen Kohlenbahn Reichenau gebildet wurde. Mx 116 kehrte zunächst zu den Kujawskie Koleje Dojazdowe zurück und kam erst 1956 nach Bogatynia. In den 1950er Jahren kooperierte die Bogatyńska Kolej Dojazdowa mit der Wrocławska Kolej Dojazdowa, und es kam mehrmals zum Austausch der Triebwagen. Im Vorlauf der Stilllegung der Bogatyńska Kolej Dojazdowa 1961 übernahm die Wrocławska Kolej Dojazdowa 1958 die Triebwagen endgültig. Mx 116 wurde dort 1960 nach einem Unfall ausgemustert. Entsprechend dem Baureihenschema von 1960 erhielten Mx 114 und 115 die Bezeichnung MBxd1 114 und 115. MBxd1 115 wurde 1971 ausgemustert, ebenso 1974 MBxd1 114. Die angestrebte Übernahme in dem Museumsbestand scheiterte, und die Triebwagen wurden um 1979/1980 verschrottet.